# A Musical Affair
A Musical Affair — студийный альбом международной кроссовер-группы Il Divo, записанный и изданный в 2013 году. Песни исполнены постоянными участниками коллектива — французским поп-певцом Себастьеном Изамбаром, швейцарским тенором Урсом Бюлером, испанским баритоном Карлосом Марином и американским тенором Дэвидом Миллером. Альбом был официально выпущен 5 ноября 2013 года; в записи отдельных песен приняли участие Барбра Стрейзанд, Николь Шерзингер, Кристин Ченовет, Майкл Болл и другие певцы.
Альбом содержат записи песен из известнейших мюзиклов. Год спустя после выхода альбома, 24 ноября 2014, была записана отдельная французская версия, бо́льшая часть саундтреков представляла собой песни из французских мюзиклов; в записи принимали также участие французские исполнители.

## Список композиций
| №   | Название                                                                           | Автор(ы)                                       | Длительность |
| --- | ---------------------------------------------------------------------------------- | ---------------------------------------------- | ------------ |
| 1.  | «Memory» (из мюзикла «Кошки» (вместе с Николь Шерзингер))                          | Эндрю Ллойд Уэббер                             | 4:28         |
| 2.  | «Can You Feel the Love Tonight» (из мюзикла «Король Лев» (вместе с Хизер Хидли))   | Элтон Джон, Тим Райс                           | 4:08         |
| 3.  | «Bring Him Home» (из мюзикла «Отверженные»)                                        | Ален Бублиль, Жан-Марк Натель                  | 3:25         |
| 4.  | «Tonight» (из мюзикла «Вестсайдская история»)                                      | Леонард Бернстайн                              | 2:50         |
| 5.  | «All I Ask of You» (из мюзикла «Призрак Оперы» (вместе с Кристин Ченовет))         | Эндрю Ллойд Уэббер, Чарльз Харт, Ричард Стилго | 4:29         |
| 6.  | «Some Enchanted Evening» (из мюзикла «Юг Тихого океана»)                           | Ричард Чарльз Роджерс, Оскар Хаммерстайн II    | 3:15         |
| 7.  | «Who Can I Turn To?» (из мюзикла «Рёв грима, запах толпы»)                         | Лесли Брикасс, Энтони Ньюли                    | 3:28         |
| 8.  | «Who Wants to Live Forever» (из мюзикла «We Will Rock You»)                        | Брайан Мэй                                     | 3:36         |
| 9.  | «You'll Never Walk Alone» (из мюзикла «Карусель»)                                  | Ричард Чарльз Роджерс, Оскар Хаммерстайн II    | 3:39         |
| 10. | «If Ever I Would Leave You» (из мюзикла «Камелот»)                                 | Алан Джей Лернер, Фредерик Лоу                 | 3:03         |
| 11. | «Love Changes Everything» (из мюзикла «Аспекты любви» (вместе с Майлом Боллом))    | Эндрю Ллойд Уэббер                             | 3:48         |
| 12. | «The Music of the Night» (из мюзикла «Призрак Оперы» (вместе с Барброй Стрейзанд)) | Эндрю Ллойд Уэббер                             | 4:17         |

Французская версия
| №  | Название                                                                             | Автор(ы)                         | Длительность |
| -- | ------------------------------------------------------------------------------------ | -------------------------------- | ------------ |
| 1. | «Belle» (из мюзикла «Нотр-Дам де Пари» (вместе с Флораном Паньи))                    | Люк Пламондон, Риккардо Коччанте | 4:39         |
| 2. | «Le Temps Des Cathédrales» (из мюзикла «Нотр-Дам де Пари» (вместе с Венсаном Никло)) | Люк Пламондон, Риккардо Коччанте | 3:17         |
| 3. | «Memory» (из мюзикла «Кошки» (вместе с Элен Сегара))                                 | Эндрю Ллойд Уэббер               | 4:23         |
| 4. | «Can You Feel the Love Tonight» (из мюзикла «Король Лев» (вместе с Лизой Энджелл))   | Элтон Джон, Тим Райс             | 4:04         |
| 5. | «Who Wants to Live Forever» (из мюзикла «We Will Rock You» (вместе с Анггун))        | Брайан Мэй                       | 4:33         |
| 6. | «Aimer» (из мюзикла «Ромео и Джульетта» (вместе с Наташей Сен-Пьер))                 | Жерар Пресгурвик                 | 2:49         |
| 7. | «L'envie d'aimer» (из мюзикла «Десять заповедей»)                                    | Даниэль Леви                     | 5:14         |

## Места в чартах
| Страна         | Статус | Место             |
| Швейцария      |        | #24               |
| Германия       |        | #64               |
| Австрия        |        | #16               |
| Франция        |        | #42               |
| Нидерланды     |        | #6                |
| Бельгия        |        | #11 (Ф) / #31 (В) |
| Финляндия      |        | #47               |
| Испания        |        | #12               |
| Португалия     |        | #7                |
| Австралия      |        | #40               |
| Новая Зеландия |        | #15               |

## Отзывы
Сайт allmusic.com отмечает сильные исполнение и аранжировку композиций, а также удачную попытку отхода от традиционной для группы манеры исполнения в стиле кроссовера и поп-баллад.